# Bachelor in Paradise
Bachelor in Paradise es una serie de telerrealidad estadounidense sobre citas y relaciones amorosas que debutó el 4 de agosto de 2014 en la cadena ABC. Es un spin-off de los reality shows Americanos, The Bachelor y The Bachelorette.

## Producción

### Desarrollo y filmación
En marzo de 2013, ABC canceló Bachelor Pad después de tres temporadas. Muy similar a Bachelor Pad, los concursantes rechazados de The Bachelor y The Bachelorette están aislados en un paraíso romántico en un destino tropical exótico. La primera temporada 
de Bachelor in Paradise fue filmada en Tulum, México. Comenzando la segunda temporada, el programa ha sido filmado en Sayulita, México en Playa Escondida.
El espectáculo comienza con un número desigual de mujeres y hombres, con más mujeres. En la primera ceremonia de la rosa, los hombres reciben una rosa para que la entreguen a una mujer que les gustaría pasar más tiempo conociendo en el paraíso. Las mujeres que se quedan sin rosas son enviadas inmediatamente a casa. Luego, los hombres nuevos son llevados a la playa, por lo que en la próxima ceremonia de la rosa, las mujeres pueden regalar una rosa a un hombre con el que les gustaría pasar más tiempo y los hombres restantes son enviados a casa. Durante siete semanas, esta configuración alterna entre nuevos hombres o nuevas mujeres que se unen al elenco.
ABC renovó Bachelor in Paradise por sexta temporada el 5 de febrero de 2019. El 5 de agosto de 2019, la serie fue renovada por una séptima temporada, que debutará el 16 de agosto de 2021. En junio de 2021, se confirmó que Lil Jon, Tituss Burgess, Lance Bass y Wells Adams servirían como anfitriones invitados famosos para la séptima temporada, reemplazando al anfitrión original Chris Harrison.

### Acusaciones de mala conducta
Durante el rodaje inicial de la cuarta temporada, la producción se detuvo debido a acusaciones de conducta sexual inapropiada entre dos concursantes: DeMario Jackson y Corinne Olympios. Luego de una investigación interna, se determinó que no hubo mala conducta y el rodaje se reanudó poco después.

## After Paradise
A partir de 2015, ABC comenzó a emitir Bachelor in Paradise: After Paradise, un programa semanal en vivo tras programa. Chris Harrison y Jenny Mollen copresentaron el programa protagonizado por una celebridad fan y uno de los miembros del elenco de Bachelor in Paradise. La temporada 2 vio la presentación de una nueva conductora, comediante y presentadora de programas de entrevistas, Michelle Collins y también se presentó como copresentador a la estrella de  The Bachelor de la temporada 17, Sean Lowe.

## Las Temporadas
| Temporada | Fecha                                            | Pareja                              | Propuesta de Matrimonio | ¿Siguen juntos? | Notas |
| --------- | ------------------------------------------------ | ----------------------------------- | ----------------------- | --------------- | --- |
| 1         | 4 de agosto de 2014—8 de septiembre de 2014      | Marcus Grodd & Lacy Faddoul         | Sí                      | No              | Faddoul y Grodd se comprometieron en el final y tuvieron una ceremonia de boda en junio de 2015 en el estreno de la segunda temporada del programa. Terminaron su relación en junio de 2016 y revelaron que nunca se casaron oficialmente. |
| 1         | 4 de agosto de 2014—8 de septiembre de 2014      | Cody Sattler & Michelle Money       | No                      | No              | Sattler y Money comenzaron una relación y se separaron en diciembre de 2014, pero luego volvieron a estar juntos en junio de 2015. Más tarde, los dos se separaron nuevamente después de aparecer en la quinta temporada de Marriage Boot Camp. |
| 2         | 2 de agosto de 2015—7 de septiembre de 2015      | Tanner Tolbert & Jade Roper         | Sí                      | Sí              | Roper y Tolbert se casaron el 24 de enero de 2016, y su boda se transmitió en ABC como una edición especial de The Bachelor: A Celebration of Love. Más tarde, aparecieron en la sexta temporada de Marriage Boot Camp. El 17 de agosto de 2017, la pareja dio la bienvenida a su primera hija, Emerson Avery Tolbert. El 29 de julio de 2019, la pareja dio la bienvenida a su segundo hijo, Brooks Easton Tolbert. El 14 de noviembre de 2020, la pareja dio la bienvenida a su tercer hijo, Reed Harrison Tolbert. |
| 2         | 2 de agosto de 2015—7 de septiembre de 2015      | Nick Petersen & Samantha Steffen    | No                      | No              | Steffen y Peterson anunciaron su ruptura el 9 de octubre de 2015. |
| 2         | 2 de agosto de 2015—7 de septiembre de 2015      | Justin Reich & Cassandra Ferguson   | No                      | No              | Ferguson y Reich revelaron en After Paradise que se habían separado. |
| 3         | 2 de agosto de 2016—6 de septiembre de 2016      | Evan Bass & Carly Waddell           | Sí                      | No              | Waddell y Bass se casaron el 17 de junio de 2017 en México. El 15 de febrero de 2018, la pareja dio la bienvenida a su primera hija, Isabella Evelyn Bass. El 13 de noviembre de 2019, la pareja dio la bienvenida a su segundo hijo, Charles Wolfe Bass. Ellos se separaron el 23 de diciembre de 2020. |
| 3         | 2 de agosto de 2016—6 de septiembre de 2016      | Josh Murray & Amanda Stanton        | Sí                      | No              | Stanton y Murray cancelaron su compromiso en diciembre de 2016. |
| 3         | 2 de agosto de 2016—6 de septiembre de 2016      | Grant Kemp & Lace Morris            | Sí                      | No              | Morris y Kemp anunciaron que cancelaron su compromiso el 29 de noviembre de 2016. |
| 4         | 14 de agosto de 2017—11 de septiembre de 2017    | Derek Peth & Taylor Nolan           | Sí                      | No              | El 31 de agosto de 2017, mientras el programa aún estaba al aire, se informó que Nolan y Peth se comprometieron durante la grabación del aftershow del programa. Cancelaron su compromiso en junio de 2018. Más tarde, Peth se reincorporó al programa para su sexta temporada. |
| 4         | 14 de agosto de 2017—11 de septiembre de 2017    | Adam Gottschalk & Raven Gates       | No                      | Sí              | En la reunión, se reveló que Gates y Gottschalk están en una relación. Se comprometieron el 31 de mayo de 2019 y se casaron el 16 de abril de 2021. El 18 de enero de 2022, la pareja dio la bienvenida a su primer hijo, Gates Zev Gottschalk. |
| 4         | 14 de agosto de 2017—11 de septiembre de 2017    | Daniel Maguire & Lacey Mark         | No                      | No              | En la reunión, se reveló que Mark y Maguire habían terminado su relación. |
| 5         | 7 de agosto de 2018—11 de septiembre de 2018     | Joe Amabile & Kendall Long          | No                      | No              | Aunque inicialmente se separaron durante el programa, se reveló en la reunión que los dos estaban saliendo. La pareja anunció su separación en enero de 2020. |
| 5         | 7 de agosto de 2018—11 de septiembre de 2018     | Kevin Wendt & Astrid Loch           | No                      | Sí              | Aunque inicialmente se separaron durante el programa, se reveló en la reunión que los dos están saliendo. Se comprometieron el 28 de agosto de 2019. El 20 de noviembre de 2021, la pareja dio la bienvenida a su primer hijo, August William Wendt. |
| 5         | 7 de agosto de 2018—11 de septiembre de 2018     | Chris Randone & Krystal Nielson     | Sí                      | No              | Los dos se casaron el 16 de junio de 2019, durante el rodaje de la sexta temporada de Bachelor in Paradise. Anunciaron su separación en febrero de 2020 y solicitaron el divorcio en agosto de 2020. |
| 5         | 7 de agosto de 2018—11 de septiembre de 2018     | Kamil Nicalek & Annaliese Puccini   | No                      | No              | En la reunión, Nicalek rompió con Puccini en el escenario. |
| 5         | 7 de agosto de 2018—11 de septiembre de 2018     | Jordan Kimball & Jenna Cooper       | Sí                      | No              | En la reunión, Cooper y Kimball anunciaron que su boda estaba programada para el 9 de junio de 2019, pero un día antes de que se transmitiera la reunión, se anunció que Jordan había roto con Jenna después de que se reveló que Jenna supuestamente lo estaba engañando todo el tiempo. |
| 6         | 5 de agostode 2019—17 de septiembre de 2019      | Dylan Barbour & Hannah Godwin       | Sí                      | Sí              | Barbour y Godwin se casaron el 23 de agosto de 2023 en Condécourt, Francia. |
| 6         | 5 de agostode 2019—17 de septiembre de 2019      | Dean Unglert & Caelynn Miller-Keyes | No                      | Sí              | Unglert y Miller-Keyes dejaron el programa como pareja en la semana 5. Se comprometieron el 24 de octubre de 2022. Se casaron el 23 de septiembre de 2023 en un retiro privado en la montaña en Meredith, Colorado, y ambos cambiaron sus apellidos a Bell en honor a la difunta madre de Unglert. Viven en Summerlin, Nevada. |
| 6         | 5 de agostode 2019—17 de septiembre de 2019      | Demi Burnett & Kristian Haggerty    | Sí                      | No              | Después de que Burnett le propuso matrimonio a Haggerty durante el programa, Haggerty le propuso matrimonio a Burnett durante la reunión. El 31 de octubre de 2019, se reveló en sus cuentas de Instagram que habían cancelado su compromiso. Burnett y Haggerty fueron la primera pareja del mismo sexo en aparecer en la versión estadounidense del programa. |
| 6         | 5 de agostode 2019—17 de septiembre de 2019      | Chris Bukowski & Katie Morton       | Sí                      | No              | El 10 de diciembre de 2019 confirmaron en Instagram que ya no estaban juntos. |
| 6         | 5 de agostode 2019—17 de septiembre de 2019      | John Paul Jones & Tayshia Adams     | No                      | No              | Aunque inicialmente se separaron en el programa, en la reunión se reveló que los dos estaban saliendo. El 30 de octubre de 2019 confirmaron en Instagram que ya no estaban juntos. |
| 7         | 16 de agosto de 2021—5 de octubre de 2021        | Joe Amabile & Serena Pitt           | Sí                      | Sí              | Amabile y Pitt se casaron el 27 de octubre de 2022 por lo civil en el Ayuntamiento de Nueva York. El 2 de septiembre de 2023 se casaron por segunda vez en una ceremonia oficial en Charleston, Carolina del Sur. Viven en Chelsea, Manhattan, Nueva York. |
| 7         | 16 de agosto de 2021—5 de octubre de 2021        | Kenny Braasch & Mariela Pepin-Solís | Sí                      | Sí              | Braasch y Pepin se casarán en noviembre de 2023 en Puerto Rico. |
| 7         | 16 de agosto de 2021—5 de octubre de 2021        | Riley Christian & Maurissa Gunn     | Sí                      | No              | Christian y Gunn anunciaron que cancelaron su compromiso el 24 de enero de 2022. |
| 7         | 16 de agosto de 2021—5 de octubre de 2021        | Chris Conran & Alana Milne          | No                      | Sí              | Aunque dejaron el programa por separado en la semana 3, revelaron que comenzaron a salir después del programa. Todavía están juntos. |
| 7         | 16 de agosto de 2021—5 de octubre de 2021        | Brendan Morais & Pieper James       | No                      | Sí              | Ellos dejaron el programa como pareja en la semana 3. Todavía están juntos. |
| 7         | 16 de agosto de 2021—5 de octubre de 2021        | Noah Erb & Abigail Heringer         | No                      | Sí              | Aunque inicialmente se separaron durante el programa, revelaron que los dos estaban saliendo después del programa. Ellos comprometieron el 8 de agosto de 2023 y viven en Tulsa, Oklahoma. |
| 7         | 16 de agosto de 2021—5 de octubre de 2021        | Thomas Jacobs & Becca Kufrin        | No                      | Sí              | Aunque inicialmente se separaron durante el programa, revelaron que los dos estaban saliendo después del programa. Ellos se comprometieron en mayo de 2022 y viven en San Diego, California. El 21 de septiembre de 2023, la pareja dio la bienvenida a su primer hijo, Benson Lee Jacobs-Kufrin. |
| 8         | 27 de septiembre de 2022—22 de noviembre de 2022 | Brandon Jones & Serene Russell      | Sí                      | No              | Jones y Russell anunciaron que cancelaron su compromiso el 8 de mayo de 2023. |
| 8         | 27 de septiembre de 2022—22 de noviembre de 2022 | Johnny DePhillipo & Victoria Fuller | Sí                      | No              | Aunque la temporada terminó con DePhillipo proponiéndole matrimonio a Fuller, en la reunión se reveló que se separaron en septiembre de 2022 después de que Fuller engañó a DePhillipo con el concursante de la temporada 17 de The Bachelorette, Greg Grippo. |
| 8         | 27 de septiembre de 2022—22 de noviembre de 2022 | Michael Allio & Danielle Maltby     | No                      | No              | En febrero de 2023, Maltby se mudó a Ohio para estar con Allio y con el hijo de él, James. Allio confirmó su ruptura con Maltby el 18 de septiembre de 2023. |
| 8         | 27 de septiembre de 2022—22 de noviembre de 2022 | Tyler Norris & Brittany Galvin      | No                      | No              | Norris y Galvin dejaron el programa como pareja, pero en la reunión se reveló que ella rompió con él por FaceTime en agosto de 2022. |
| 8         | 27 de septiembre de 2022—22 de noviembre de 2022 | Romeo Alexander & Kira Mengistu     | No                      | No              | Ellos dejaron el programa como pareja en la semana 2. Sin embargo, anunciaron su ruptura el 16 de diciembre de 2022. |
| 9         | 28 de septiembre de 2023—presente                |                                     |                         |                 | |

## Horario
| Temporada | Días de Emisión  | Hora de Emisión | Episodios |
| --------- | ---------------- | --------------- | --------- |
| 1         | Lunes            | 8:00 pm         | 7         |
| 2         | Domingos y Lunes | 8:00 pm         | 12        |
| 3         | Lunes y Martes   | 8:00 pm         | 11        |
| 4         | Lunes y Martes   | 8:00 pm         | 9         |
| 5         | Lunes y Martes   | 8:00 pm         | 11        |
| 6         | Lunes y Martes   | 8:00 pm         | 13        |
| 7         | Lunes y Martes   | 8:00 pm         | 11        |
| 8         | Lunes y Martes   | 8:00 pm         | 16        |
| 9         | Jueves           | 9:00 pm         |           |

## Audiencia
| Temporada | Fecha de inicio          | Espectadores (millones) | Fecha de final           | Espectadores (millones) | Promedio espectadores (millones) | Promedio de clasificación |
| --------- | ------------------------ | ----------------------- | ------------------------ | ----------------------- | -------------------------------- | ------------------------- |
| 1         | 4 de agosto de 2014      | 5.31                    | 8 de septiembre de 2014  | 5.40                    | 5.14                             | 1.37                      |
| 2         | 2 de agosto de 2015      | 3.60                    | 7 de septiembre de 2015  | 4.82                    | 4.35                             | 1.32                      |
| 3         | 2 de agosto de 2016      | 4.63                    | 6 de septiembre de 2016  | 5.57                    | 4.84                             | 1.44                      |
| 4         | 14 de agosto de 2017     | 5.09                    | 11 de septiembre de 2017 | 4.70                    | 4.52                             | 1.34                      |
| 5         | 7 de agosto de 2018      | 3.82                    | 11 de septiembre de 2018 | 4.55                    | 4.23                             | 1.14                      |
| 6         | 5 de agosto de 2019      | 4.36                    | 17 de septiembre de 2019 | 4.38                    | 4.22                             | 1.17                      |
| 7         | 16 de agosto de 2021     | 3.23                    | 5 de octubre de 2021     | 2.91                    | TBA                              | TBA                       |
| 8         | 27 de septiembre de 2022 | 2.60                    | 22 de noviembre de 2022  | 2.62                    | TBA                              | TBA                       |
| 9         | 28 de septiembre de 2023 | TBA                     |                          | TBA                     | TBA                              | TBA                       |

- Datos: Q17514443